# Парк Сити (Илиноис)
Парк Сити (енгл. Park City) град је у америчкој савезној држави Илиноис. По попису становништва из 2010. у њему је живело 7.570 становника.

## Демографија
Према попису становништва из 2010. у граду је живело 7.570 становника, што је 933 (14,1%) становника више него 2000. године.
| Група             | 2000.         | 2010.         |
| Белци             | 2.865 (43,2%) | 1.564 (20,7%) |
| Афроамериканци    | 500 (7,5%)    | 559 (7,4%)    |
| Азијати           | 586 (8,8%)    | 405 (5,4%)    |
| Хиспаноамериканци | 2.506 (37,8%) | 4.933 (65,2%) |
| Укупно            | 6.637         | 7.570         |